# Ricardo Storch
Ricardo Ignacio Storch Zenter (Santiago, Chile, 27 de julio de 1935 - ibídem, 13 de julio de 2003.), fue un futbolista chileno. Jugó de portero, en distintos equipos de la liga profesional chilena. 

## Trayectoria
Sus comienzos fueron en el club Endfield del barrio Independencia, de ahí pasó a las cadetes de Iberia club en el cual debutó profesionalmente en 1957, en la Primera División B. 
Al siguiente año fue contratado por el O'Higgins, para año 1961 pasar a jugar en el San Luis, club con el cual se le identifica mayormente ya que defendió su portería en siete temporadas.  
Sus acertadas actuaciones lo llevaron a vestir la camiseta de Colo-Colo.  También vistió la camiseta de Green Cross y Santiago Morning.
Además de destacar por su valentía, sobriedad y efectividad se le recuerda como un deportista muy correcto y caballero, es así como en el año 1965 su historial en el Tribunal de Penalidades estaba en blanco, nunca hasta esa fecha había sido amonestado por los árbitros.   

## Clubes
| Club               | País  | Año       |
| ------------------ | ----- | --------- |
| Iberia             | Chile | 1957      |
| O'Higgins          | Chile | 1958-1960 |
| San Luis           | Chile | 1961-1966 |
| Colo-Colo          | Chile | 1967      |
| Green Cross-Temuco | Chile | 1968      |
| San Luis           | Chile | 1969      |
| Santiago Morning   | Chile | 1970-1971 |